# ایستگاه مونتپولیه (ویرجینیا)
ایستگاه مونتپولیه (به انگلیسی: Montpelier Station) یک منطقهٔ مسکونی در ایالات متحده آمریکا است که در شهرستان اورنج، ویرجینیا واقع شده‌است زیپ کد آن ۲۲۹۵۷ می‌باشد. ایستگاه مونتپولیه ۱۴۹٫۹۶ متر بالاتر از سطح دریا واقع شده‌است.